# هتل انترکانتیننتال کابل
هتل اینترکانتینانتال کابل (به انگلیسی: Hotel Inter-Continental Kabul) که به نام «انتر-کن» نیز شناخته می‌شود، هتل ۵ ستاره‌ و بین‌المللی در منطقهٔ کارته پروان در مرکز کابل، پایتخت افغانستان است. این هتل در سال ۱۳۴۸ش و در دوران محمد ظاهر شاه در کابل گشایش یافت. این هتل ۲۰۰ اتاق، چند استخر، سالن ورزشی، تالار اجتماعات و رستوران یکی از هتل‌های مشهور کابل است. این هتل روی تپه و در بخشی از باغ بالا و نزدیک قبر عبدالرحمن خان، ساخته شده‌است.

## پیشینه

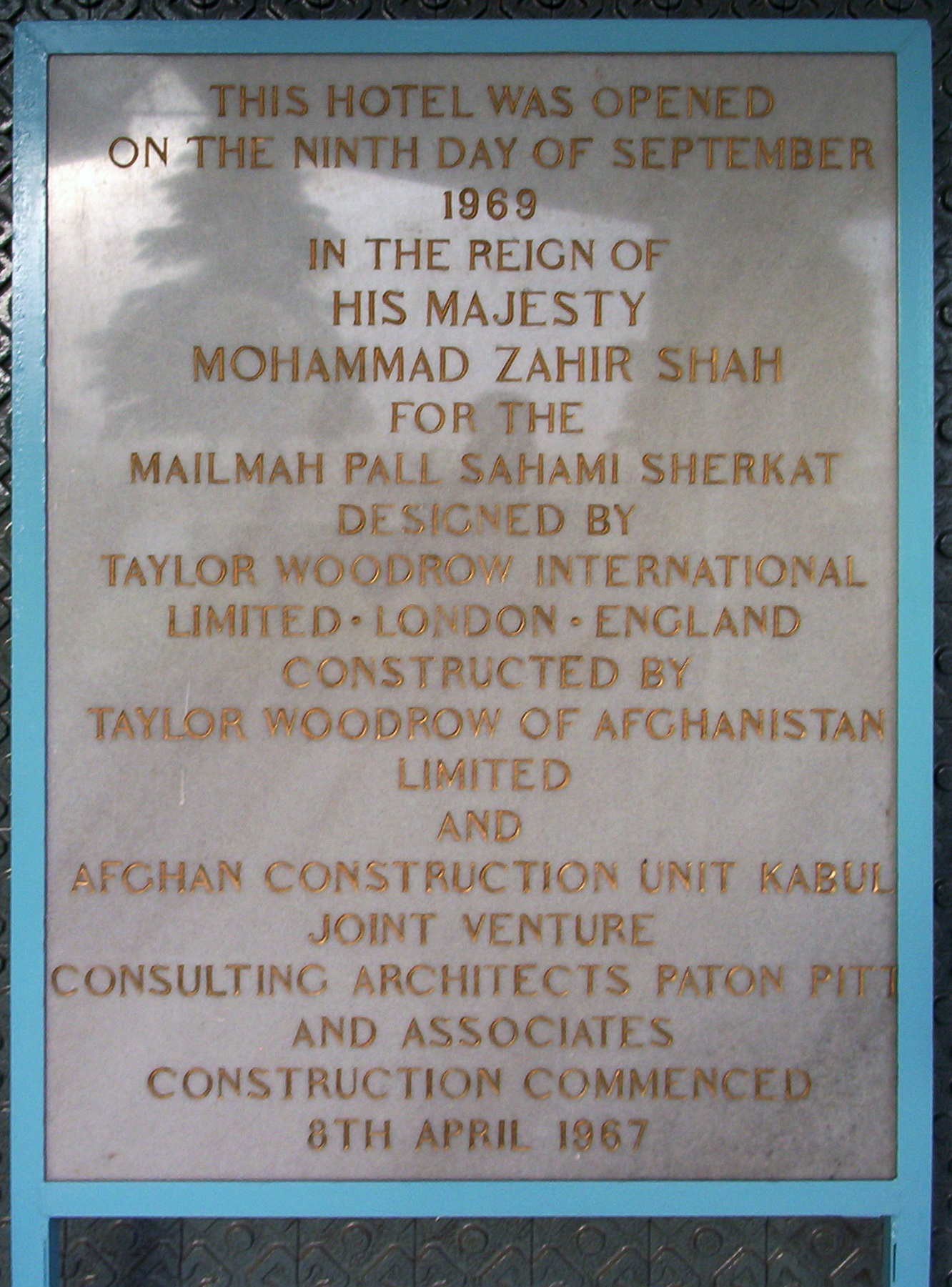
لوح یادبود گشایش هتل اینترکانتیننتال کابل در دوران محمد ظاهر شاه

ساخت این هتل در ۱۹ فروردین (۱۹ حمل) ۱۳۴۶ خورشیدی آغاز شد و در ۱۸ شهریور (۱۸ سنبله) ۱۳۴۸ به بهره‌وری رسید. این هتل را گروه هتل‌های اینترکنتیننتال با همکاری شرکت‌های بریتانیایی تیلور وودرو و پاتون پیت و شرکت‌های محلی افعان احداث کرد.

## حملات تروریستی به هتل
این هتل در تاریخ ۱۳۹۶/۱۰/۳۰ از طرف گروه‌های تروریستی مورد حمله قرار گرفت که در نتیجهٔ این حملات ۱۸ نفر کشته شدند.